# Nádasi Myrtill
Nádasi Myrtill (külföldön Mia Nardi, Mia Nadasi) (Budapest, 1944. február 15. –) magyar táncművész, színésznő.

## Élete
Nádasi Ferenc balett-táncos és -mester leánya. Ő is balerinának készült. Gyerekszereplőként 11 éves korában Sulyok Mária partnere volt egy szovjet színdarabban.  A Vígszínházban már 17 éves korától nagyszerű szerepeket kapott Somló István, majd Várkonyi Zoltán igazgatása alatt (Az ördög, Mélyek a gyökerek, Hóvihar, stb.) Játszott a Petőfi Színházban, a Bartók teremben és az Irodalmi Színpadon is. 1965-ben ment férjhez Londonban. 1993-ban a Játékszínben szerepelt A macska és a kanári című darabban.
Jelentős szerepei voltak az angol színházakban az Irma, te édes, Hegedűs a háztetőn, és más klasszikus és új drámákban. Angol és amerikai tévé- és játékfilmekben is szerepelt.

## Színházi szerepeiből
- Szergej Aljosin: Egyedül... Nyina
- Leonyid Makszimovics Leonov: Hóvihar... Válka
- Alekszandr Jevdokimovics Kornyejcsuk: A nagy műtét (Platon Krecsit)... Mája, Bereszt lánya
- Lev Nyikolajevics Tolsztoj: Karenina Anna... Szorokina
- Fred Saidy – Burton Lane – Edgar Yipsel Harburg: Szivárványvölgy... Susan, Woody húga
- James Gow: Mélyek a gyökerek... Genevra, Langdon lánya
- Mary Chase: Barátom Harvey... Mae, Veta leánya
- Jerome Lawrence: Aki szelet vet... Melinda
- Richard Brinsley Sheridan: A rágalom iskolája... Mária
- John Willard: A macska és a kanári... Annabelle West
- Sólyom László: Válóper másodfokon... Márta
- Eugene O’Neill: Amerikai Elektra... Hazel Niles
- Molnár Ferenc: Az ördög... Elza
- Tóth Miklós: Valaki hazudik... Ilus
- Szécsi Lajos: Ezek a mai fiatalok... szereplő

## Filmjei
- Vörös tinta (1959) ... Ács Kati
- Nem ér a nevem (1961)... Évi, Laci barátnője
- A léc felett (1962)... Kutas Kati
- Húsz évre egymástól (1962)... Irénke
- Autókaland (1962)
- Az attasé lánya (1963) ... Annie
- Vízivárosi nyár (1964)... Ilcsi
- Éjszaka is kézbesítendő (1964)... Tóth Eszter
- Miért rosszak a magyar filmek? (1964)... Vidéki kislány
- A kőszívű ember fiai (1965)... Lánghy Aranka, Ödön felesége
- Levelek Júliához (1965)... Júlia
- Gyémántgyűrű (1965)
- Tudni illik, hogy mi illik... (1965)
- The Wednesday Play (1965)... Juanita
- ITV Play of the Week (1967)... Maria
- Armchair Theatre (1967)... Anna Davos
- Assignment K (1968)... német nővér
- Jackanory (1969)... mesélő
- Orson Welles' Great Mysteries (1973)... Henriette
- Special Branch (1974)... Bridget Farwater; Odette Guttman
- Supernatural (1977)... Elisabeth; Victoria
- Thomas and Sarah (1979)... Janine
- Premiere (1979)... Miss Trevelyan
- Hogyan felejtsük el életünk legnagyobb szerelmét...? (1979)... Anita, Szvetics Berta angol barátnője
- Hammer House of Horror (1980)... Margaret
- Botrány (1989)... Olga
- Making News (1990)... Anna
- Az utolsó nyáron (1991)
- Sherlock Holmes és a primadonna (1991)... Olga Lindstrom
- Doktorok (2003)... Miss Pavenic
- Ház az Eaton Place-en (2012)... Miss Glinka

## Kötetei
- Mia Nadasi: Pirouettes and passions. Growing up behind the curtain; Xlibris, s.l., 2007
- Piruettek és ábrándok. Felnőttem a függöny mögött; K.u.K., Bp., 2012 (A magyar táncművészet nagyjai)